# Théophile Thoré

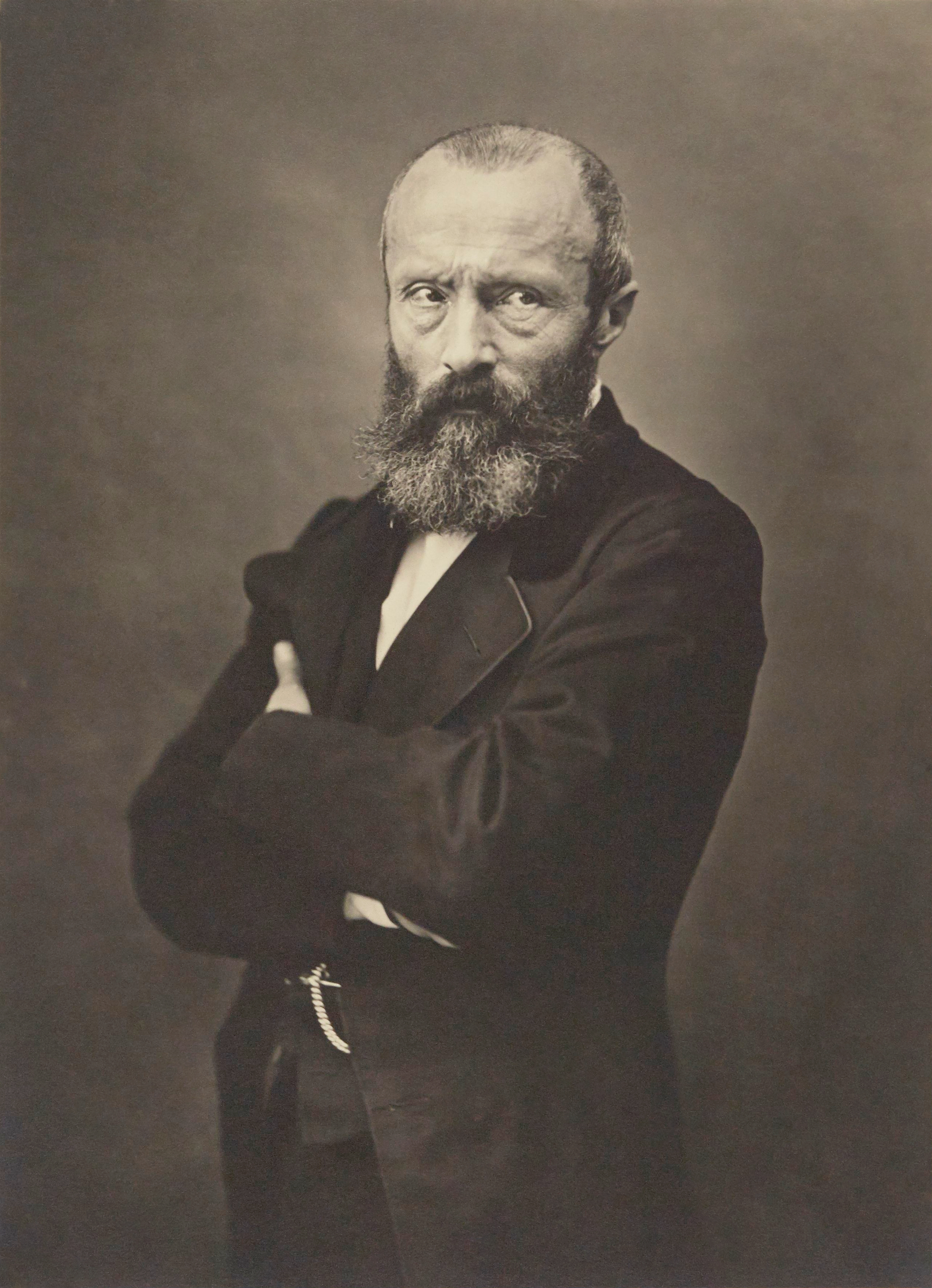
Etienne-Joseph-Théophile Thoré, fotografiert von Nadar

Etienne-Joseph-Théophile Thoré (* 23. Juni 1807 in La Flèche; † 30. April 1869 in Paris), auch unter den Namen William Bürger, Thoré-Bürger und Bürger-Thoré bekannt, war ein französischer Kunsthistoriker. Er sammelte zudem Kunst und arbeitete als Kritiker beim Pariser Salon. Besonders bedeutend war seine Wiederentdeckung Jan Vermeers.

## Leben
Théophile Thoré begann Anfang der 1830er-Jahre als Kunstkritiker zu arbeiten. In den 1840ern umfassten seine Kritiken weit gefächerte ästhetische und politische Aspekte. Er kritisierte konservative Künstler wie Jean-Auguste-Dominique Ingres, Paul Delaroche und Horace Vernet und lobte hingegen die Werke von Eugène Delacroix, Théodore Rousseau und anderen Vertretern der Schule von Barbizon. Gemeinsam mit Paul Lacroix (1806–1884) gründete Thoré 1842 die Alliance des Arts, um Kunst zu fördern und zu verkaufen. Zudem gaben sie ein Mitteilungsblatt heraus. Von 1844 bis 1848 arbeitete Théophile Thoré für die Zeitung Le Constitutionnel. Er war Anhänger der Ideen von Henri de Saint-Simon und musste im Zuge der Februarrevolution 1848 ins Exil gehen. Zuerst lebte er in London, dann in Brüssel und in der Schweiz, bis er 1859 nach Frankreich zurückkehren konnte.
Ab 1855 nutzte er das Pseudonym Willem Bürger, als er damit begann, seine Arbeit auf nordeuropäische Kunst zu fokussieren. Dabei sichtete er viel Archivmaterial. Ihm wird die Wiederentdeckung Jan Vermeers zugeschrieben. Daneben trug er auch zum Wissen über andere niederländische Künstler des 17. Jahrhunderts wie etwa Frans Hals bei. Weiterhin veröffentlichte er Museumskataloge und Schriften zur englischen und spanischen Schule. Die französische Kunst des Barock kritisierte Thoré als zu stark von der italienischen Kunst beeinflusst. Er war der Meinung, sie stehe nicht für die nationale Identität. Stattdessen lobte er den Naturalismus der niederländischen Kunst des 17. Jahrhunderts und unterstützte Vertreter des Realismus wie etwa Gustave Courbet, Jean-François Millet und die Impressionisten Claude Monet und Pierre-Auguste Renoir. Zudem erkannte er als einer der Ersten die Bedeutung Édouard Manets im Salon von 1868. In den 1860ern erwarb Théophile Thoré die Vermeer-Gemälde Stehende Virginalspielerin, Junge Dame mit Perlenhalsband und Sitzende Virginalspielerin. 1863 kaufte er nach dem Tode von Nicolaus Hudtwalcker das Gemälde einer schlafenden Köchin, das er und Hudtwalcker für einen Vermeer hielten, das aber heutzutage nicht mehr zu dessen Werk gezählt wird. Mit seiner Sammlung im Jahr 1892 wurden im Hôtel Drouot auch diese Bilder in verschiedene bedeutende Museen und Sammlungen verkauft.

## Schriften
- Frans Hals. In: Gazette des Beaux-Arts, Bd. 24 1868, S. 219–232, 431–448, books.google.de
- Jan Vermeer van Delft. Julius Zeitler, Leipzig 1906. (Digitalisat)
- W. Bürger's Kunstkritik. Band 1. Klickhard & Biemann, 1908. (Digitalisat)
- W. Bürger's Kunstkritik. Band 2. Klickhard & Biemann, 1909 .(Digitalisat)
- W. Bürger's Kunstkritik. Band 2. Klickhard & Biemann, 1911. (Digitalisat)